# Provolino

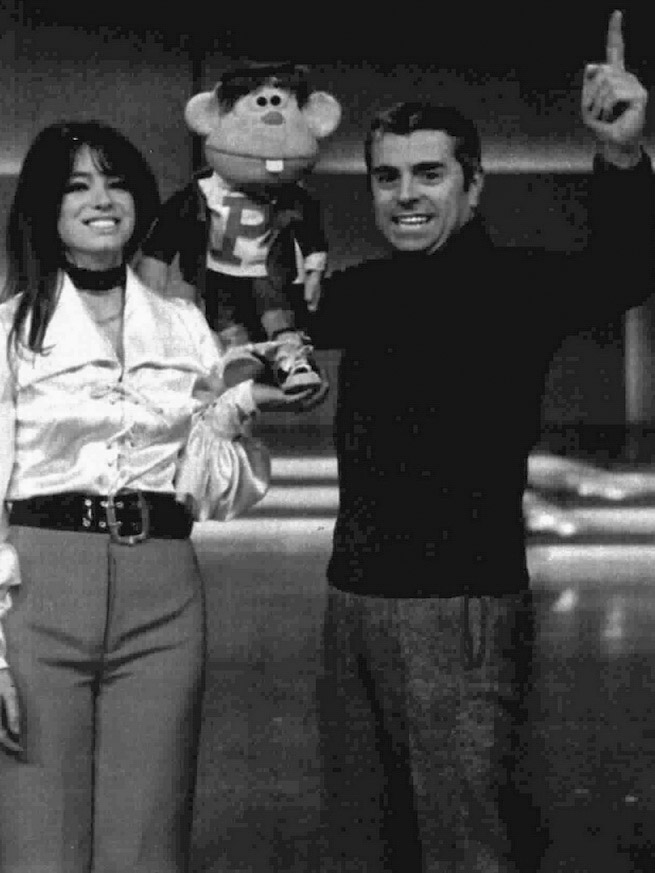
Margaret Lee, Provolino e Raffaele Pisu

Provolino era un personaggio immaginario realizzato sotto forma di pupazzo, ideato dal regista Paul Campani e dal comico Raffaele Pisu, che ebbe un certo successo in Italia come spalla nei programmi televisivi Vengo anch'io, Che domenica amici, Senza rete e La domenica è un'altra cosa, trasmessi dalla Rai fra il 1968 e il 1970. Le Edizioni Bianconi ne acquisirono i diritti per pubblicarne storie a fumetti sull'omonimo mensile edito dal 1970 realizzate da Alberico Motta e Pierluigi Sangalli e più volte ristampate su diverse testate. Il successo del personaggio portò alla realizzazione di un merchandising. Basti ricordare il pupazzo offerto nel 1969 dalla Bialetti agli acquirenti della caffettiera Moka Express, che lo avrebbero acquistato al prezzo di tremila lire compilando un apposito coupon contenuto nelle confezioni della suddetta caffettiera.

## Il personaggio
Il personaggio venne introdotto nella trasmissione Vengo anch'io del 1968 da Raffaele Pisu, che lo manovrava come un burattino. Il pupazzo veniva fatto parlare senza che Pisu muovesse la bocca, ma la voce non era prodotta dallo stesso Pisu, come farebbe un ventriloquo, bensì veniva da fuori campo ed era opera di Oreste Lionello. Il compito del pupazzo era quello di fare da spalla a Pisu, che con lui aveva battibecchi sfacciati e irriverenti che si concludevano sempre con il tormentone «Boccaccia mia statti zitta!». I testi vennero scritti da Castellano e Pipolo.
Il successo fu tale che, oltre a partecipare a tutte le trasmissioni di Pisu (Che domenica, amici del 1968; La domenica è un'altra cosa del 1969), a nome del personaggio si sviluppò un merchandising che comprendeva un disco per la RCA Original Cast intitolato "Boccaccia mia statti zitta!" e vari pupazzi oltre a diventare protagonista di una serie a fumetti scritta da Alberico Motta e disegnata da Pier Luigi Sangalli per la Editoriale Metro.
Nel 1969 a Oreste Lionello subentrò Franco Latini nel doppiare il personaggio.
Essendo legato a Pisu, con il ritiro dalle scene di quest'ultimo Provolino cadde inevitabilmente nell'oblio, per riapparire in TV tra gli anni novanta ed il 2000, dapprima in Striscia la notizia nelle edizioni 1989-90 e 1990-91, e poi nella trasmissione rievocativa Meteore - Alla ricerca delle stelle perdute.

## Storia editoriale
Le Edizioni Bianconi ne acquisirono i diritti per pubblicarne storie a fumetti sull'omonimo mensile edito dal 1970 realizzate da Alberico Motta e Pierluigi Sangalli e più volte ristampate su diverse testate. La serie originale venne pubblicata dal 1970 al 1974 per 124 volumi e successivamente ristampati nelle collane Super Provolino (Bianconi, 1972) e R.A.F. (Metro, 1983). La collana Super Provolino venne pubblicata dal 1972 al 1983 per 109 numeri divisi in due serie, la prima di otto numeri dall'ottobre 1972 a maggio 1973 e la seconda per 101 numeri dal giugno 1973 settembre 1983. Successivamente ci fu una seconda ristampa nota come Provolino Story edita dal 1984 al 1985 e una terza nel 1990 di breve durata.
A partire dal 1970, la testata di fumetti include storie di graffiante vena satirica su temi di attualità e addirittura politici. Provolino è ospite in casa di Pisu, da lui chiamato Lele, che gli fa le veci paterne ma normalmente non appare, parlando fuori campo. Di probabile matrice metropolitana meneghina e a dispetto della perspicacia, l'eroe non è avvezzo all'impegno e lo studio. In una storia egli scampa alla bocciatura incorrendo in una rivista che gli permette un apprendimento rapido ed entusiastico, surclassando docenti e preside, i quali a loro volta ammettono la propria ignoranza.
In breve la satira abbandona le storie, divenendo normalmente d'avventura e qualcuna addirittura apocalittica, per poi scadere nel banale e l'inverosimile. Provvisto di una bacchetta magica prestatagli da un mago, cerca di migliorare il mondo ma ben presto sopraggiungono altri personaggi emblematici anche essi dotati di bacchetta a ristabilire le cose. Come commenta il mago si tratta di "maghi molto potenti".